# Box-office 1981 au Canada et aux États-Unis
Cet article traite du box-office de 1981 au Canada et aux États-Unis.

## Classement
| Rang | Titre                             | Pays                                | Réalisateur                           | Recettes      |
| ---- | --------------------------------- | ----------------------------------- | ------------------------------------- | ------------- |
| 1.   | Les Aventuriers de l'arche perdue | États-Unis d'Amérique               | Steven Spielberg                      | 212 222 025 $ |
| 2.   | La Maison du lac                  | États-Unis d'Amérique               | Mark Rydell                           | 119 285 432 $ |
| 3.   | Superman 2                        | Royaume-Uni · États-Unis d'Amérique | Richard Lester                        | 108 185 706 $ |
| 4.   | Arthur                            | États-Unis d'Amérique               | Steve Gordon                          | 95 461 682 $  |
| 5.   | Les Bleus                         | États-Unis d'Amérique               | Ivan Reitman                          | 85 297 000 $  |
| 6.   | L'Équipée du Cannonball           | États-Unis d'Amérique               | Hal Needham                           | 72 179 579 $  |
| 7.   | Les Chariots de feu               | Royaume-Uni                         | Hugh Hudson                           | 58 972 904 $  |
| 8.   | Rien que pour vos yeux            | Royaume-Uni                         | John Glen                             | 54 812 802 $  |
| 9.   | Les Quatre Saisons                | États-Unis d'Amérique               | Alan Alda                             | 50 427 646 $  |
| 10.  | Bandits, bandits                  | Royaume-Uni                         | Terry Gilliam                         | 42 365 581 $  |
| 11.  | Le Choc des Titans                | États-Unis d'Amérique · Royaume-Uni | Desmond Davis                         | 41 092 328 $  |
| 12.  | Absence de malice                 | États-Unis d'Amérique               | Sydney Pollack                        | 40 716 963 $  |
| 13.  | Reds                              | États-Unis d'Amérique               | Warren Beatty                         | 40 382 659 $  |
| 14.  | Rox et Rouky                      | États-Unis d'Amérique               | Ted Berman, Richard Rich, Art Stevens | 39 900 000 $  |
| 15.  | Tarzan, l'homme singe             | États-Unis d'Amérique               | John Derek                            | 36 565 280 $  |
| 16.  | Taps                              | États-Unis d'Amérique               | Harold Becker                         | 35 856 053 $  |
| 17.  | L'Anti-gang                       | États-Unis d'Amérique               | Burt Reynolds                         | 35 610 100 $  |
| 18.  | Excalibur                         | États-Unis d'Amérique · Royaume-Uni | John Boorman                          | 34 967 437 $  |
| 19.  | La Folle Histoire du monde        | États-Unis d'Amérique               | Mel Brooks                            | 31 672 907 $  |
| 20.  | Bustin' Loose                     | États-Unis d'Amérique               | Oz Scott                              | 31 261 269 $  |